# Ernest Clerc de Landresse
Pour les articles homonymes, voir Clerc.
Ernest Clerc de Landresse (1800-1862) est un orientaliste français.

## Biographie
Né à Auvers-sur-Oise le 16 août 1800, ancien élève de l'École royale des chartes (première promotion, 1821), Ernest Clerc de Landresse est sous-bibliothécaire de l'Institut de France. 
Orientaliste, il fut membre du conseil de la Société Asiatique. Clerc de Landresse avait pris part à la rédaction de journaux politiques et, au moment de la révolution de 1830, il avait été gérant du journal L'Universel." Clerc de Landresse fut bibliothécaire de l'Institut de 1843 à sa mort, survenue à Paris 6e le 29 juin 1862
.

## Ouvrages
- Trad. de João Rodriguez, Élémens de la grammaire japonaise, Paris, Dondey-Dupré, 1825 (SUDOC 133269841).
- Aperçu des travaux de M. Rémusat sur le bouddhisme ou introduction à son commentaire sur le Foè Kouè Ki, Paris, Imprimerie royale, 1836, 66 p. (SUDOC 08486642X).
- Éd. avec Julius Klaproth de Faxian (trad. Abel Rémusat), Foĕ Kouĕ Ki ou Relations des royaumes bouddhiques : voyage dans la Tartarie, dans l'Afghanistan et dans l'Inde, exécuté, à la fin du IVe siècle, Paris, Imprimerie royale, 1836, 424 p. (SUDOC 023862629).
- Catalogue des livres imprimés, des manuscrits, et des ouvrages chinois, tartares, japonais, etc... : composant la bibliothèque de feu M. Klaproth, Paris, Merlin, 1839, 308 + 80 (SUDOC 111027985).